# Tom Berenger
Tom Berenger, pseudonimo di Thomas Michael Moore (Chicago, 31 maggio 1949), è un attore e produttore cinematografico statunitense.

## Biografia
Tom Berenger è nato a Chicago, Illinois, da una famiglia cattolica irlandese. Dopo aver studiato Giornalismo all'Università del Missouri, laureandosi nel 1971, decide di seguire le sue aspirazioni di attore e lavora in teatro. Nel 1972 si impiega come assistente di volo per la Eastern Airlines, con residenza a San Juan, in Porto Rico, ma nel 1973 si trasferisce già a New York, dove ottiene il suo primo ruolo nella soap opera Una vita da vivere. Il suo debutto è in un film indipendente, Rush It (1976), ma il ruolo che lo fa conoscere è quello dell'assassino in In cerca di Mr. Goodbar (1977). Nel 1978 ottiene un ruolo più importante in Donna è meraviglia, e nell'anno successivo interpreta Butch Cassidy in Il ritorno di Butch Cassidy & Kid (1979). Seguono i film Il grande freddo (1983), Chi protegge il testimone (1987), Betrayed - Tradita (1988) e Major League - La squadra più scassata della lega (1989), ma il ruolo più importante della sua carriera è del 1986, anno in cui interpreta lo psicopatico sergente Barnes in Platoon, ruolo che gli vale una candidatura agli Oscar e la conquista di un Golden Globe.
Negli anni novanta intraprende una carriera parallela di produttore oltre che di attore, interpretando film come Giocando nei campi del Signore, Prova schiacciante (1991), One Shot One Kill - A colpo sicuro, Una bionda sotto scorta, Gettysburg (film sulla guerra di secessione americana, dove si cala nella parte del generale James Longstreet), L'ultimo cacciatore (1995), L'ora della violenza, Rough Riders, Conflitto d'interessi, Un uomo un eroe e Trappola esplosiva.
Berenger continua a lavorare per la televisione e per il cinema, ma sempre come protagonista; lo si può ricordare come guest star in una puntata di Cin cin, dove nell'ultima stagione impersona uno spasimante di Rebecca Howe. Entrando nel nuovo millennio interpreta produzioni indipendenti, da co-protagonista nel film Takedown, diretto da Joe Chapelle, come attore protagonista in The Hollywood Sign di Sönke Wortmann), Il guardiano (2002) di George Mihalka, L'anello mancante di J.S. Cardone e Cutaway di Guy Manos; compare inoltre in due camei in produzioni hollywoodiane come Training Day di Antoine Fuqua e nel thriller D-Tox di Jim Gillespie.
Recita da protagonista in produzioni televisive come la miniserie western Johnson County War, la miniserie thriller Arthur Hailey's Detective e la miniserie horror Incubi e deliri, tratta dall'omonimo romanzo di Stephen King. Tra il 2007 e il 2010 ritorna sui grandi schermi con Il miracolo di Natale di Jonathan Toomey di Bill Clark, Stiletto di Nick Vallelonga, Breaking Point di Jeff Celentano, Smokin' Aces 2: Assassins' Ball di P.J. Pesce, Last Will di Brent Huff, Desperate Hours: An Amber Alert di George Mendeluk e nel fantascientifico Inception di Christopher Nolan.

## Vita privata
Tom Berenger, che vive tra Vancouver (Canada) e la Carolina del Sud, si è sposato quattro volte: la prima dal 1976 al 1984 con la scrittrice Barbara Wilson, da cui ha avuto due figli, Allison (1977) e Patrick (1979); poi dal 1986 al 1997 con l'attrice Lisa Kay Williams, da cui ha avuto tre figlie, Chelsea (1986), Chloe (1988) e Shiloh (1993); dal 1998 al 2011 è stato sposato con Patricia Alvaran, da cui ha avuto un figlio, Scout (1998); dall'8 settembre 2012 è sposato con Laura Moretti, di origini italiane.
Dal 1987 al 1989 Berenger è stato affiliato alla chiesa di Scientology, periodo in cui era soprannominato da alcuni tabloid "il secondo Tom famoso di questa chiesa" (in riferimento a Tom Cruise), cosa su cui ha poi scherzato dicendo che "se fossimo riusciti a convertire anche Tom Selleck, potevamo formare un trio!". La seconda moglie è rimasta affiliata a Scientology, e questo ha causato alcune polemiche, dopo l'abbandono dell'attore, su eventuali interessi che comunque non hanno mai trovato un fondamento.
Tom Berenger conosce alla perfezione l'italiano e lo spagnolo, legge più di 100 libri all'anno ed è appassionato di storia. È conosciuto per la sua generosità: da più di 20 anni dona ogni anno un milione di dollari all'Università del Missouri, dove quando era studente faceva parte della squadra universitaria di football americano.

## Filmografia parziale

### Attore

#### Cinema
- Sentinel (The Sentinel), regia di Michael Winner (1977)
- In cerca di Mr. Goodbar (Looking for Mr. Goodbar), regia di Richard Brooks (1977)
- Donna è meraviglia (In Praise of Older Women), regia di George Kaczender (1978)
- Rush It, regia di Gary Youngman (1978)
- Il ritorno di Butch Cassidy & Kid (Butch and Sundance: The Early Days), regia di Richard Lester (1979)
- I mastini della guerra (The Dogs of War), regia di John Irvin (1981)
- Oltre la porta, regia di Liliana Cavani (1982)
- Il grande freddo (The Big Chill), regia di Lawrence Kasdan (1983)
- La banda di Eddie (Eddie and the Cruisers), regia di Martin Davidson (1983)
- Paura su Manhattan (Fear City), regia di Abel Ferrara (1984)
- Addio vecchio West (Rustlers' Rhapsody), regia di Hugh Wilson (1985)
- Platoon, regia di Oliver Stone (1986)
- Chi protegge il testimone (Someone to Watch Over Me), regia di Ridley Scott (1987)
- Dear America - Lettere Dal Vietnam (Dear America: Letters Home from Vietnam), regia di Bill Couturié (1987)
- Sulle tracce dell'assassino (Shoot to Kill), regia di Roger Spottiswoode (1988)
- Betrayed - Tradita (Betrayed), regia di Costa-Gavras (1988)
- L'ombra del peccato (Last Rites), regia di Donald P. Bellisario (1988)
- Major League - La squadra più scassata della lega (Major League), regia di David S. Ward (1989)
- Nato il quattro luglio (Born on the Fourth of July), regia di Oliver Stone (1989)
- Un amore passeggero (Love at Large), regia di Alan Rudolph (1990)
- Il campo (The Field), regia di Jim Sheridan (1990)
- Prova schiacciante (Shattered), regia di Wolfgang Petersen (1991)
- Giocando nei campi del Signore (At Play in the Fields of the Lord), regia di Héctor Babenco (1991)
- One Shot One Kill - A colpo sicuro (Sniper), regia di Luis Llosa (1993)
- Sliver, regia di Phillip Noyce (1993)
- Gettysburg, regia di Ronald F. Maxwell (1993)
- Major League - La rivincita (Major League II), regia di David S. Ward (1994)
- Una bionda sotto scorta (Chasers), regia di Dennis Hopper (1994)
- L'ultimo cacciatore (Last of the Dogmen), regia di Tab Murphy (1995)
- Body Language, regia di George Case (1995)
- L'ora della violenza (The Substitute), regia di Robert Mandel (1996)
- Una maledetta occasione (An Occasional Hell), regia di Salomé Breziner (1996)
- Conflitto d'interessi (The Gingerbread Man), regia di Robert Altman (1998)
- L'ombra del dubbio (Shadow of Doubt), regia di Randal Kleiser (1998)
- Analisi di un delitto (A Murder of Crows), regia di Rowdy Herrington (1999)
- Un uomo un eroe (One Man's Hero), regia di Lance Hool (1999)
- Trappola esplosiva (Diplomatic Siege), regia di Gustavo Graef-Marino (1999)
- Turbulence II (Fear of Flying), regia di David Mackay (2000)
- Takedown (Track Down), regia di Joe Chappelle (2000)
- Cutaway, regia di Guy Manos (2000)
- Training Day, regia di Antoine Fuqua (2001)
- L'anello mancante (True Blue), regia di J. S. Cardone (2001)
- The Hollywood Sign, regia di Sönke Wortmann (2001)
- Il guardiano (Watchtower), regia di George Mihalka (2002)
- D-Tox, regia di Jim Gillespie (2002)
- La guerra di Johnson County (Johnson County War), regia di David S. Cass Sr. (2002)
- The Junction Boys, regia di Mike Robe (2002)
- Sniper 2 - Missione Suicida (Sniper 2), regia di Craig R. Baxley (2002)
- Sniper 3 - Ritorno in Vietnam (Sniper 3), regia di P. J. Pesce (2004)
- Il miracolo di Natale di Jonathan Toomey (The Christmas Miracle of Jonathan Toomey), regia di Bill Clark (2007)
- Stiletto, regia di Nick Vallelonga (2008)
- Breaking Point, regia di Jeff Celentano (2009)
- Charlie Valentine, regia di Jesse V. Johnson (2009)
- Last Will, regia di Brent Huff (2009)
- Silent Venom, regia di Fred Olen Ray (2009)
- Smokin' Aces 2: Assassins' Ball, regia di P. J. Pesce (2010)
- Inception, regia di Christopher Nolan (2010)
- Faster, regia di George Tillman Jr. (2011)
- Bad Cop - Polizia violenta (Sinners & Saints), regia di William Kaufman (2011)
- Bucksville, regia di Chel White (2012)
- Brake, regia di Gabe Torres (2012)
- War Flowers, regia di Serge Rodnunsky (2012)
- Affari di famiglia (Bad Country), regia di Chris Brinker (2014)
- Sniper 5 - Fino all'ultimo colpo (Sniper: Legacy), regia di Don Michael Paul (2014)
- Reach Me - La strada per il successo (Reach Me), regia di John Herzfeld (2014)
- Lonesome Dove Church, regia di Terry Miles (2014)
- Sniper - Scontro totale (Sniper: Ultimate Kill), regia di Claudio Fäh (2017)
- Adam, regia di Michael Uppendahl (2020)
- Sniper - La fine dell’assassino (Sniper: Assassin's End), regia di Kaare Andrews (2020)

#### Televisione
- Corpo a corpo (Flesh & Blood), regia di Jud Taylor – film TV (1979)
- La gatta (If Tomorrow Comes), regia di Jerry London – miniserie TV (1986)
- L'angelo vendicatore (The Avenging Angel), regia di Craig R. Baxley – film TV (1995)
- Rough Riders, regia di John Milius – miniserie TV (1997)
- American Spy (In the Company of Spies), regia di Tim Matheson - film TV (1999)
- Squadra emergenza (Third Watch) – serie TV, 4 episodi (2003)
- Peacemakers - Un detective nel West (Peacemakers) – serie TV, 9 episodi (2003)
- Into the West – miniserie TV, puntata 04 (2005)
- Detective, regia di David S. Cass Sr. – film TV (2005)
- Incubi e deliri (Nightmares and Dreamscapes: From the Stories of Stephen King) – miniserie TV, puntata 05(2007)
- October Road – serie TV, 18 episodi (2007-2008)
- Desperate Hours: An Amber Alert, regia di George Mendeluk – film TV (2009)
- For Love of Liberty: The Story of America's Black Patriots, regia di Frank Martin – film TV (2009)
- XIII (XIII: The Series) – serie TV, 6 episodi (2011)
- Hatfields & McCoys, regia di Kevin Reynolds – miniserie TV (2012)
- Major Crimes – serie TV, 7 episodi (2013-2015)

### Produttore
- L'angelo vendicatore (The Avenging Angel), regia di Craig R. Baxley (1995)
- Una maledetta occasione (An Occasional Hell), regia di Salomé Breziner (1996)
- Rough Riders, regia di John Milius – miniserie TV (1997)
- Un uomo un eroe (One Man's Hero), regia di Lance Hool (1999)
- Sniper 2 - Missione Suicida (Sniper 2), regia di Craig R. Baxley (2002)
- Peacemakers - Un detective nel West (Peacemakers) – serie TV, 9 episodi (2003)
- Sniper 3 - Ritorno in Vietnam (Sniper 3), regia di P. J. Pesce (2004)
- Detective, regia di David S. Cass Sr. (2005)
- Bucksville, regia di Chel White (2012)
- Affari di famiglia (Bad Country), regia di Chris Brinker (2014)

## Riconoscimenti
- Premi Oscar
  - 1987 – Candidatura al miglior attore non protagonista per Platoon

## Doppiatori italiani
Nelle versioni in italiano dei suoi film, Tom Berenger è stato doppiato da:
- Gino La Monica in Major League - La squadra più scassata della lega, Un amore passeggero, Law & Order - I due volti della giustizia, Sliver, D-Tox, Peacemakers - Detective nel West, October Road, XIII
- Massimo Corvo in Betrayed - Tradita, Major League - La rivincita, L'ora della violenza, Analisi di un delitto
- Roberto Chevalier in Il grande freddo, Chi protegge il testimone, Prova schiacciante
- Mario Cordova in Una maledetta occasione, Inception, Major Crimes
- Mario Zucca in Sniper 5  - Fino all'ultimo colpo, Sniper - Scontro totale, Sniper - La fine dell'assassino
- Dario Penne in I mastini della guerra, Platoon
- Eugenio Marinelli in Giocando nei campi del Signore, Conflitto d'interessi
- Wladimiro Grana in L'ultimo cacciatore, Training Day
- Paolo Marchese in Una bionda sotto scorta, La guerra di Johnson County
- Rodolfo Bianchi in Trappola esplosiva, Cutaway
- Pierangelo Civera in Sentinel
- Cesare Barbetti in Il ritorno di Butch Cassidy & Kid
- Sandro Acerbo in Oltre la porta
- Paolo Maria Scalondro in One Shot One Kill - A colpo sicuro
- Orlando Mezzabotta in Gettysburg
- Renato Cortesi in Sulle tracce dell'assassino
- Stefano Mondini in Nato il quattro luglio
- Roberto Pedicini in Il campo
- Sergio Di Stefano in L'ombra del dubbio
- Nino Prester in Incubi e deliri
- Natale Ciravolo in Ally McBeal
- Francesco Pannofino in Il miracolo di Natale di Jonathan Toomey
- Michele Gammino in Faster
- Michele Kalamera in Hawaii Five-0
- Giorgio Lopez in Affari di famiglia

Da doppiatore è sostituito da:
- Paolo Marchese in Brake - Fino all'ultimo respiro